# Unikonta
Die Einteilung der Lebewesen in Systematiken ist kontinuierlicher Gegenstand der Forschung. So existieren neben- und nacheinander verschiedene systematische Klassifikationen. 
Das hier behandelte Taxon ist durch neue Forschungen obsolet geworden oder ist aus anderen Gründen nicht Teil der in der deutschsprachigen Wikipedia dargestellten Systematik.

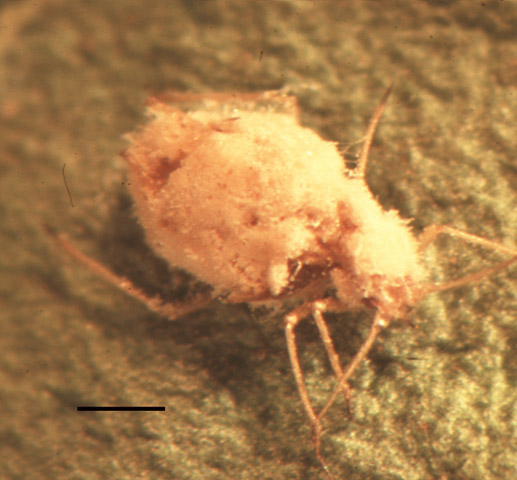
Grüne Pfirsichblattlaus (Myzus persicae), infiziert mit dem Pilz Pandora neoaphidis; beide Arten gehören den Unikonta an

Der Begriff Unikonta umfasst eine bestimmte Gruppe der Lebewesen mit Zellkern (Eukaryota). Bei allen Unikonta kommen (oder kamen wahrscheinlich ursprünglich) unikonte Zellen vor. Unikonte Zellen sind Zellen, die sich mit Hilfe einer einzigen Geißel fortbewegen. Heutzutage könnten bestimmte Einzeller aus der Gruppe der Amoebozoa noch immer diesem ursprünglichen Aussehen stark ähneln. Eine abgewandelte Variante wäre aber zum Beispiel auch das menschliche Spermium.
Zur Gruppe der Unikonta gehören einerseits die Amoebozoa. Die Mitglieder dieser Gruppe sind zwar mehrheitlich amöbenartig unbegeißelt, umfassen aber eben auch einfach begeißelte Formen. Zur Gruppe der Unikonta gehören andererseits die Schubgeißler (Opisthokonta). Die Opisthokonta untergliedern sich weiter, vor allem in die großen Gruppen der Tiere (Animalia) und der Chitinpilze (Echte Pilze, Fungi).
Alle übrigen Eukaryota sind keine Unikonta. Sie sollen stattdessen die Großgruppe der Bikonta bilden. Unter anderem sollen zu den Bikonta so bekannte Lebensformen wie Rotalgen, Landpflanzen, Braunalgen, Kieselalgen und Wimpertierchen gehören. Bikonte Lebewesen besitzen (oder besaßen wahrscheinlich ursprünglich) bikonte Zellen, also Zellen mit zwei Geißeln. Das unterscheidet sie grundsätzlich cytologisch von den Unikonta.
Es ist jedoch nicht völlig unumstritten, ob die Bikonta tatsächlich alle von einem letzten gemeinsamen Vorfahren abstammen, ob sie also ein Monophylum bilden. Wegen dieser Unsicherheit werden die Bikonta derzeit nicht in der übergreifenden Systematik der Eukaryoten der deutschsprachigen Wikipedia berücksichtigt. Im Gegensatz dazu war das Unikonta-Taxon verhältnismäßig gut belegt. Durch Untersuchungen 2012 wurde das Unikonta-Taxon jedoch durch das Taxon Amorphea ersetzt.

## Merkmale zur Abgrenzung Unikonta – Bikonta
Die Unikonta setzen sich durch bestimmte molekularbiologische und zellbiologische Merkmale von allen übrigen Lebewesen mit Zellen mit Zellkern ab. Diese übrigen Eukaryota werden dann als Bikonta zusammengefasst und den Unikonta als Schwestergruppe gegenübergestellt.

### Merkmal Fusionsgene
Um auf der molekularbiologischen Ebene Unikonta und Bikonta zu unterscheiden, wird der Zustand von fünf bestimmten Genen betrachtet. Alle fünf Gene werden benötigt für den Aufbau von Nukleotiden. Sie sind also wichtig für die Synthese der Moleküle DNA und RNA:
1. Gen für das Enzym Carbamoylphosphat-Synthase II: Die Carbamoylphosphat-Synthase II katalysiert bei Eukaryota die Synthese des Stoffes Carbamoylphosphat aus Hydrogencarbonat, Glutamin und Adenosintriphosphat. Diese Synthese ist der erste Schritt eines sechsschrittigen Synthese-Wegs zur Herstellung von Uridinmonophosphat. Aus Uridinmonophosphat werden hinterher alle anderen Pyrimidin-Nukleotide hergestellt, die in DNA und RNA vorkommen (Pyrimidin-De-Novo-Synthese).
2. Gen für das Enzym Aspartat-Transcarbamoylase: Die Aspartat-Transcarbamoylase katalysiert die Synthese des Stoffes Carbamoylaspartat aus Carbamoylphosphat und Aspartat. Diese Synthese ist der zweite Schritt des sechsschrittigen Synthese-Wegs zur Herstellung von Uridinmonophosphat.
3. Gen für das Enzym Dihydroorotase: Die Dihydroorotase katalysiert die Kondensationsreaktion des Carbamoylaspartats zum ringförmigen Dihydroorotat. Diese Synthese ist der dritte Schritt des sechsschrittigen Synthese-Wegs zur Herstellung von Uridinmonophosphat.[9]
4. Gen für das Enzym Thymidylat-Synthase: Die Thymidylat-Synthase katalysiert die Synthese von 2'-Deoxythymidin-5'-monophosphat aus 2'-Deoxyuridin-5'-monophosphat. Während dieser Reaktion wird Methylentetrahydrofolat umgesetzt zu 7,8-Dihydrofolat. Hinterher wird 2'-Deoxythymidin-5'-monophosphat für DNA-Moleküle verwendet, während das 7,8-Dihydrofolat unter Katalyse der Dihydrofolat-Reduktase zu Tetrahydrofolat weiter verarbeitet wird.
5. Gen für das Enzym Dihydrofolat-Reduktase: Die Dihydrofolat-Reduktase katalysiert die Reduktion von Folat und 7,8-Dihydrofolat zu Tetrahydrofolat. Tetrahydrofolat wird unter anderem benötigt für die Biosynthese der Nukleotide Thymidinmonophosphat und Inosinmonophosphat (Purin-De-Novo-Synthese).[10]

Molekularbiologisch sind die Unikonta daran erkennbar, dass bei ihnen die drei Gene für die Enzyme Carbamoylphosphat-Synthase II, Aspartat-Transcarbamoylase und Dihydroorotase zu einem Gen verschmolzen sind. Nach den drei Anfangsbuchstaben der Enzyme wird diese triple-gene fusion. CAD genannt. CAD wird als eine zusammenhängende mRNA transkribiert. Nach der Translation ist das Genprodukt ein zusammenhängendes, trifunktionelles Protein (multienzyme protein): ein riesiges Makropeptid, das die drei katalytischen Funktionen der Carbamoylphosphat-Synthase II, Aspartat-Transcarbamoylase und Dihydroorotase zugleich ausführt. Auf diese Weise werden die drei ersten Schritte des sechsschrittigen Synthese-Wegs zur Herstellung von Uridinmonophosphat zeitsparend zusammen im gleichen Molekül katalysiert. Im Gegensatz zu den Unikonta besitzen die Bikonta kein CAD. Bei den Bikonta liegen die drei Gene einzeln vor.
Die Bikonta besitzen wiederum eine einfache gene fusion der Gene Thymidylat-Synthase und Dihydrofolat-Reduktase. Das Genprodukt ist ein zusammenhängendes, difunktionelles Protein: ein Makropeptid, das die beiden katalytischen Funktionen von Dihydrofolat-Reduktase und Thymidylat-Synthase zugleich ausführt. Während der Katalyse der Thymidylat-Synthese fällt Dihydrofolat an. Die anschließende Reduktion des Stoffes zu Tetrahydrofolat wird zeitsparend noch im gleichen Makropeptid katalysiert.
Im Gegensatz zu den Bikonta kann diese Genfusion nicht bei den Unikonta gefunden werden. Bei den Unikonta liegen die beiden Gene einzeln vor.

### Merkmal Phosphofructokinase
Weiterhin besitzen die Unikonta eine besonders große Form des Enzyms Phosphofructokinase. Das Enzym ist in Unikonta ungefähr doppelt so groß wie die Phosphofructokinase in Prokaryota. Mit der Vergrößerung geht eine verbesserte Regulierbarkeit einher. Zwar können beide Phosphofructokinase-Typen durch ADP und AMP aktiviert werden, die unikonte Phosphofructokinase kann aber auch noch durch Fructose-1,6-bisphosphat aktiviert werden. Darüber hinaus kann letztere durch ATP und Citrat gehemmt werden. Das Gen für das Enzym Phosphofructokinase gelangte wahrscheinlich mit der Endosymbiose des Mitochondriums in die eukaryotische Zelle. Im letzten gemeinsamen Vorfahren aller heute vorkommenden Unikonta wurde das Gen dupliziert, so dass zwei Gen-Kopien vorlagen. Anschließend fusionierten die beiden Gen-Kopien zu einem Gen. Das Gen-Produkt dieses Gens besaß also zwei aktive Zentren für die gleiche Katalyse. Daraufhin evolvierte dasjenige aktive Zentrum, das näher am Carboxy-Terminus lag, zu einem neuen allosterischen Zentrum. Diesem neuen allosterischen Zentrum verdankt die unikonte Variante der Phosphofructokinase ihre umfangreiche Regulierbarkeit.
Die große und umfangreich regulierbare Phosphofructokinase ist ein gemeinsames Merkmal aller Unikonta. Sie findet sich nicht in Bikonta, genauso wenig wie das mitochondriale Vorläufergen. Vermutlich ging es bei den Bikonta verloren. Varianten des Enzyms Phosphofructokinase, die heute in Bikonta gefunden werden, ähneln nicht der unikonten Form und stellen eigene Entwicklungen dar, die wahrscheinlich auf diverse horizontale Gentransfers zurückgehen.

### Merkmal α-Amylase
Viele eukaryotische und prokaroytische Lebensformen besitzen Gene zur Herstellung des Enzyms α-Amylase. α-Amylasen katalysieren die Hydrolyse der Polysaccharide Amylose und Amylopektin zu Maltotriose, Maltose und Glucose.
Es wurde festgestellt, dass die meisten Unikonta die gleiche Variante der α-Amylase verwenden. Diese Variante wurde das erste Mal in einem Schleimpilz, in der Amoebozoa-Gattung Dictyostelium gefunden. Sie wird deshalb als α-Amylase vom Dictyo-Typ bezeichnet. Gene für α-Amylasen vom Dictyo-Typ finden sich in den Unikonta-Gruppen der Amoebozoa und der Nucletmycea (Chitinpilze und ähnliche). α-Amylasen vom Dictyo-Typ kommen auch bei Tieren vor. Hier aber nur bei Gruppen, die nicht zu den Zweiseitentieren (Bilateria) gehören, also bei Choanoflagellata, Schwämmen und bei Hohltieren.
Es wird vermutet, dass es sich bei der α-Amylase vom Dictyo-Typ um ein gemeinsames abgeleitetes Merkmal aller Unikonta handelt. Als Ausnahme fehlt die α-Amylase vom Dictyo-Typ bei der Amoebozoa-Gattung Entamoeba. Hier könnte das Gen im Zuge ihrer parasitischen Lebensweise verloren gegangen sein.
Die α-Amylase vom Dictyo-Typ fehlt auch bei allen Zweiseitentieren (Bilateria). Stattdessen findet sich bei ihnen eine eigene Form der α-Amylasen. Sie wird Tier-Amylase genannt, obwohl es sich exakterweise um eine Bilateria-Amylase handelt, während die übrigen Tiere (Choanoflagellata, Schwämme und Hohltiere) noch immer α-Amylasen vom Dictyo-Typ besitzen. Es kann angenommen werden, dass die Tier-Amylase der Zweiseitentiere von Bakterien der Ordnung Alteromonadales (Proteobacteria) stammt und durch einen horizontalen Gentransfer in den letzten gemeinsamen Vorfahren aller heute lebenden Zweiseitentiere gelangte.
Darüber hinaus werden α-Amylasen vom Dictyo-Typ auch außerhalb der Unikonta gefunden. Sie kommen noch bei einigen Gruppen der Bikonta vor. So bei den alveolaten Wimpertierchen (Ciliata) und bei bestimmten Vertretern der Excavata (Jakobida und die Gattungen Naegleria, Trimastix und Malawimonas). Diese Bikonta könnten die α-Amylasen vom Dictyo-Typ durch horizontale Gentransfers von den Unikonta erhalten haben.
Es wäre derzeit ebenso möglich anzunehmen, dass die α-Amylasen vom Dictyo-Typ eigentlich kein Merkmal der Unikonta sind. Sondern dass sie stattdessen sogar ein gemeinsames Merkmal aller Eukaryota darstellen, also aller Unikonta und aller Bikonta. Die Gene für diesen Amylase-Typ wären dann jedoch unter den Bikonta viel häufiger verloren gegangen als unter den Unikonta, so dass die α-Amylasen vom Dictyo-Typ heute bloß noch wie ein gemeinsames abgeleitetes Merkmal der Unikonta erscheinen. Derzeit scheint die taxonomische Bedeutung der α-Amylasen vom Dictyo-Typ kaum abschließend geklärt. Dazu scheinen weit umfangreichere Sequenz-Vergleiche notwendig, als heute durchgeführt werden können.

### Merkmale Mikrotubuli
Es werden drei feinstrukturelle Unterschiede zwischen den Zellen der ursprünglichen Bikonta und der ursprünglichen Unikonta vermutet. Alle drei Unterschiede basieren auf unterschiedlichen Vorkommen und Organisation der Mikrotubuli. Mikrotubuli sind röhrenförmige Strukturen aus Fäden des Proteins Tubulin. Sie bilden zusammen mit Aktinen und Intermediärfilamenten das Cytoskelett. Außerdem besteht das Centriol und die eukaryotische Geißel aus Mikrotubuli.
Die Zelle des letzten gemeinsamen Vorfahren aller Unikonta besaß wahrscheinlich ein ziemlich symmetrisches, konisches mikrotubuläres Cytoskelett. Ganz anders soll der mikrotubuläre Cytoskelettanteil im letzten gemeinsamen Vorfahren aller Bikonta ausgesehen haben. Er soll eher asymmetrisch gewesen sein, mit mikotubulären Strängen auf der Zellunterseite. Aus diesen beiden hypothetischen Ausgangsformen könnten sich alle heute vorkommenden eukaryotischen Zellformen entwickelt haben.
Als zweiten mikrotubulären Unterschied zwischen Unikonta und Bikonta werden unterschiedliche Anzahlen von Centriolen angenommen. Unikonta sollen ursprünglich ein Centriol je Zelle besessen haben. Bikonta sollen ursprünglich zwei Centriolen je Zelle besessen haben.
Der wichtigste (und namensgebende) mikrotubuläre Unterschied zwischen Unikonta und Bikonta besteht in der Begeißelung. Unikonta besaßen wahrscheinlich ursprünglich eine Geißel pro Zelle. Sie waren unikont. Bikonta besaßen wahrscheinlich ursprünglich zwei Geißeln pro Zelle. Sie waren bikont.
Um die mikrotubulären Unterschiede im Einzelnen ansprechen zu können, arbeitet der britische Biologe Thomas Cavalier-Smith mit sehr spezifischen Begriffen. Bevor dieser Textabschnitt in die Details geht, sollen die Begriffe vorgestellt (und eingedeutscht) werden:
- Uniciliatie (uniciliaty): Eine Zelle ist uniciliat (uniciliate), wenn sie eine Geißel trägt.
- Biciliatie (biciliaty): Eine Zelle ist biciliat (biciliate), wenn sie zwei Geißeln trägt.
- Multiciliatie (multiciliaty): Eine Zelle ist multiciliat (multiciliate), wenn sie viele Geißeln trägt.
- Unicentriolarität (unicentriolary): Eine Zelle ist unicentriolär (unicentriolar), wenn sie ein Centriol beinhaltet.
- Bicentriolarität (bicentriolary): Eine Zelle ist bicentriolär (bicentriolar), wenn sie zwei Centriolen beinhaltet.
- (Ursprüngliche) Unikontie (unikonty): Die ursprüngliche unikonte (unikont) Zelle soll sowohl uniciliat, als auch unicentriolär gewesen sein.
- (Ursprüngliche) Bikontie (biconty): Die ursprüngliche bikonte (bikont) Zelle soll sowohl biciliat, als auch bicentriolär gewesen sein.
- Anterokontie (anterokonty): Eine Zelle ist anterokont (anterokont), wenn die Geißel vorne (anterior) liegt. Anteriore Geißeln dienen als Zuggeißeln. Ein verbreiteteres Synonym für Anterokontie ist Akrokontie.
- Opisthokontie (opisthokonty): Eine Zelle ist opisthokont (opisthokont), die die Geißel hinten (posterior) liegt. Posteriore Geißeln dienen als Schubgeißeln.

Der letzte gemeinsame Vorfahre aller heute lebenden Unikonta war wahrscheinlich uniciliat und unicentriolär. Seine Zelle besaß eine Geißel und ein Centriol. Dies entspricht der ursprünglichen Unikontie und findet sich heute noch bei einigen Amoebozoa, zum Beispiel bei der Einzeller-Gattung Phalansterium. Die Gattung ist zudem aber auch noch anterokont. Ihre Geißel fungiert als Zuggeißel und sitzt am vorderen Ende der Zelle. Es wird angenommen, dass die Unikonta ursprünglich anterokont waren.
Innerhalb der Gruppe der Amoebozoa ging die anterokonte Geißel teilweise verloren. Die Zellen wurden akont, das heißt geißellos. Die Entwicklung der Akontie fand statt, als eine Entwicklungslinie vollständig zur amöboiden Fortbewegung mit Hilfe von Pseudopodien überging. Diese geißellosen, amöbenartigen Amoebozoa werden unter der Gruppenbezeichnung Lobosa geführt.
Begeißelte Amoebozoa (Amoeboflagellaten) finden sich rezent noch innerhalb der anderen Amoebozoen-Gruppe der Conosa. Zu den Conosa gehören zum Beispiel Phalansterium (uniciliat, unicentriolär), Multicilia (multiciliat, unicentriolär), diverse Archamoebae und auch die Schleimpilze (Eumycetozoa), deren Gameten häufig zweifach begeißelt sind. Die zweifache Begeißelung lässt die Schleimpilze scheinbar in die Nähe der Bikonta rücken. Allerdings wird ihre zweite Geißel als konvergente Evolution zur Biciliatie der Bikonta aufgefasst. Denn die Gameten der Schleimpilze sind biciliat unicentriolär (zwei Geißeln und ein Centriol pro Zelle) und nicht biciliat bicentriolär, was bei echter Bikontie zu erwarten wäre.
Mit der Gattung Breviata (Protamoebae/Breviatea) gibt es zudem unter den Amoebozoa auch noch eine Form, die uniciliat bicentriolär ist. Dabei wird die Bicentriolarität jedoch anders als bei Bikonta bewerkstelligt. Es handelt sich damit wahrscheinlich um eine konvergente Evolution parallel zu den Bikonta.
Innerhalb der Unikonta bilden die Opisthokonta die Schwestergruppe zu den Amoebozoa. Die Zellen der Opisthokonta entsprechen nicht mehr dem ursprünglichen unikonten Bau (uniciliat, unicentriolär), sondern stellen eine abgeleitete Form dar: Begeißelte Zellstadien sind zwar uniciliat, jedoch auch bicentriolär. Das zweite Centriol kann als neu entwickeltes Merkmal der Opisthokonta gewertet werden. Weiterhin besitzen Opisthokonta keine anterokonte Zuggeißel, sondern eine posteriore, opisthokonte Schubgeißel. Sie soll aus der anterokonten Geißel hervorgegangen sein, vielleicht als Anpassung an neue Nahrungsnischen.
Auch unter den Opisthokonta ging die Begeißelung mehrfach verloren. Bestimmte Vertreter der Mesomycetozoa involvierten ihre Geißel zugunsten amöboider Zellformen. Bei den vielzelligen Tieren (Metazoa) sind nur noch die Spermien, nicht aber die Eizellen begeißelt. Besonders auffällig aber ist der Verlust der Geißel unter den Chitinpilzen (Fungi). Die weit überwiegende Mehrheit der heutigen Chitinpilze bilden keine geißeltragenden Zellstadien mehr, sind also akont. Die bekannteste Ausnahme davon sind die einzelligen Flagellenpilze (Töpfchenpilze, Chytridiomycota). Ihre Schwärmer zeigen noch immer die ursprüngliche uniciliate, opisthokonte Begeißelung. Manchmal verschmelzen dabei zwei Schwärmer miteinander (fungieren demnach als Gameten) und bilden Planozygoten. Das sind Zygoten, die noch eine Zeitlang die Geißeln ihrer beiden Gameten tragen, also zweifach begeißelt sind. Von dieser ursprünglichen Isogamie (Fusion zweier gleich aussehender Gameten) hat sich eine bestimmte Flagellenpilz-Gruppe fort entwickelt, die Monoblepharidales. Bei ihnen sind nur noch die männlichen Gameten uniciliat, opisthokont begeißelt. Sie gelangen schwimmend zu den großen, unbeweglichen, akonten weiblichen Gameten (Eizellen).
Die meisten der etwa 500 bekannten Flagellenpilz-Arten leben im Wasser, einige in feuchten Böden oder als Zellparasiten in Höheren Pflanzen. Neben ihnen gibt es noch andere kleine Pilzgruppen mit geißeltragenden Zellen. Dazu zählt die Schwestergruppe der Flagellenpilze, die Neocallimastigomycota, sowie die Blastocladiomycota und die systematisch schwer einzuordnende Gattung Olpidium. Bei den Neocallimastigomycota können die Schwärmer uniciliat, opisthokont oder multiciliat sein. Gleich den Flagellenpilzen bildet die Pilzgattung Olpidium uniciliate, opisthokonte Schwärmer, die ebenfalls als Gameten fungieren und biciliate Planozygoten generieren. Bei den Blastocladiomycota sind die uniciliaten, opisthokonten männlichen Gameten leicht kleiner als die ebenso begeißelten weiblichen Gameten (Anisogamie). Die Zygote trägt nach der Verschmelzung noch für kurze Zeit die beiden Geißeln der Gameten (Planozygote). Alle eben erwähnten, geißeltragenden Pilze haben gemeinsam, dass sie in Lebensräumen mit umfangreichem Wasserangebot vorkommen. Für eine begeißelte Fortbewegung ist Wasser unabdingbar. Bei den übrigen Pilzen wurden die Geißelstadien involviert, häufig wahrscheinlich im Zuge der Besiedlung trockener, terrestrischer Lebensräume.
Uniciliate bicentrioläre Zellen sind das Merkmal der Opisthokonta. Uniciliate Bicentriolarität ist jedoch auch von einigen Organismen bekannt, die phylogenomisch als Bikonta ausgewiesen worden sind. Dazu zählen zum Beispiel die Pedinellales und einige Prasinophyceae. Für diese Lebensformen wird davon ausgegangen, dass ihre Vorfahren ursprünglich echt bikont (biciliat, bicentriolär) waren, jedoch die zweite Geißel sekundär verloren.
Im Kontrast zu den Unikonta soll der letzte gemeinsame Vorfahre aller heutigen Bikonta zwei Geißeln (Biciliatie) und zwei Centriolen (Bicentriolarität) je Zelle besessen haben. Die Biciliatie evolvierte vermutlich in mehreren Schritten. Anfänglich bewegten sich die Zellen wahrscheinlich mit einer Zuggeißel (uniciliate Anterokontie). Die Zuggeißel wurde dann zur Schubgeißel umfunktioniert (uniciliate Opisthokontie), vielleicht als Anpassung an neue Nahrungsnischen. Daraufhin wurde an der gegenüberliegenden Zellseite eine zweite, nun anteriore Geißel angelegt und die alte posteriore Geißel verkürzt. Diese Form der Begeißelung (zwei unterschiedlich lange Geißeln) wird auch als heterokont bezeichnet.
Parallel zu den Unikonta bildeten sich innerhalb der Bikonta Formen, bei denen die Begeißelung vollständig involviert wurde (Akontie). Dies ist bei den meisten heutigen Samenpflanzen der Fall und geschah wahrscheinlich im Zuge der zunehmenden Anpassung an terrestrische Lebensräume: Die Samenpflanzen (Spermatophytina) gehören zu den Sprosspflanzen (Tracheophyta), einer Untergruppe der Embryophyten (Plantae, Embryophyta), die zusammen mit bestimmten Grünalgen die Gruppe der Charophyta (Archaeplastida/Chloroplastida) bilden. Zu den Charophyten gehören auch die Armleuchteralgen (Characeae). Ihre Spermatozoiden tragen zwei Geißeln, die am Vorderende der Zelle nahe beieinander stehen (Zuggeißeln). Die Geißeln sind gleich aufgebaut und gleich lang, es handelt sich also nicht mehr um die postulierte, ursprüngliche heterokonte Biciliatie der Bikonta, sondern um eine abgeleitete isokonte Biciliatie. Sehr ähnliche Spermatozoiden werden von den Moosen gebildet. Sie finden sich auch bei den einfachsten Sprosspflanzen, den Bärlapppflanzen (Lycopodiophytina). Bei den Farnen finden sich dann vielfach begeißelte Spermatozoiden. Ähnliche multiciliat begeißelte Spermatozoiden gibt es in den beiden evolutionär alten Samenpflanzen-Gruppen der Ginkgopflanzen (Ginkgophyta) und Palmfarne (Cycadophyta). Alle übrigen Samenpflanzen bilden keinerlei begeißelten Zellen. Diese Akontie ist eine konvergente Evolution zu den ebenfalls mehrheitlich unbegeißelten Pilzen.
Sowohl bei den Unikonta, als auch bei den Bikonta evolvierten vielgeißelige (multiciliate) Formen. Bei den Unikonta evolvierten zum Beispiel die Amoebozoa Pelomyxa und Multicilia die Multiciliatie aus dem ursprünglichen, uniciliaten Zustand.
Bei den Bikonta evolvierten als bekannteste Beispiele die alveolaten Wimpertierchen (Ciliata) die Multiciliatie aus dem ursprünglichen, biciliaten Zustand.
Gewisse Schwierigkeiten machte die Interpretation der Multiciliatie der Protista-Gattung Stephanopogon. Die Gattung gehört nicht zu den Unikonta, sondern phylogenomisch eindeutig zu den Bikonta (Excavata/Discoba/Percolozoa/Percolatea). Allerdings ist sie multiciliat und unicentriolär, ähnlich wie Pelomyxa und Multicilia (Unikonta/Amoebozoa). Inzwischen wird davon ausgegangen, dass bei den Vorfahren von Stephanopogon eine echte Bikontie ursprünglich vorhanden war. Sie büßten jedoch später das zweite Centriol ein, so dass eine sekundäre Unicentriolarität auftrat.

#### Merkmal Mikrotubuli: Zusammenfassung
- Unikonta: ursprünglich uniciliat, acrokont, unicentriolär; symmetrisches, konisches, mikrotubuläres Cytoskelett
  - Amoebozoa
    - Protamoebae
      - Breviata: uniciliat; abgeleitet bicentriolär

    - Conosa
      - Phalansterium: uniciliat, acrokont, unicentriolär
      - Multicilia: abgeleitet multiciliat, unicentriolär
      - Polymyxa: abgeleitet multiciliat, unicentriolär
      - Eumycetozoa: Gameten häufig abgeleitet biciliat, unicentriolär

    - Lobosa: abgeleitet akont, unicentriolär

  - Opisthokonta: uniciliat; abgeleitet bicentriolär, abgeleitet opisthokont
    - Nucletmycea
      - Fungi
        - Chytridiomycota: Schwärmer uniciliat, bicentriolär, opisthokont; Planozygoten biciliat, bicentriolär, opisthokont
          - Monoblepharidales: nur männliche Gameten uniciliat, bicentriolär, opisthokont; weibliche Gameten abgeleitet akont, bicentriolär

        - Neocallimastigomycota: Schwärmer uniciliat, bicentriolär, opisthokont oder abgeleitet multiciliat, bicentriolär
        - Blastocladiomycota: Gameten uniciliat, bicentriolär, opisthokont; Planozygoten biciliat, bicentriolär, opisthokont
        - Olpidium: Schwärmer uniciliat, bicentriolär, opisthokont; Planozygoten biciliat, bicentriolär, opisthokont
        - alle anderen Fungi: abgeleitet akont, bicentriolär

    - Holozoa
      - Mesomycetozoa: einige Vertreter abgeleitet akont, bicentriolär
      - Filozoa
        - Animalia
          - Metazoa: nur männliche Gameten uniciliat, bicentriolär, opisthokont; weibliche Gameten abgeleitet akont, bicentriolär

- Bikonta: ursprünglich biciliat, bicentriolär, heterokont; asymmetrisches mikrotubuläres Cytoskelett mit ventralen Mikrotubuli-Strängen
  - Excavata
    - Stephanopogon: abgeleitet multiciliat, abgeleitet unicentriolär – Konvergenz zu Multicilia und Polymyxa

  - Chromalveolata
    - Pedinellales: abgeleitet uniciliat, bicentriolär – Konvergenz zu den Geißelzellen der Opisthokonta (Pedinellales jedoch akrokont)
    - Ciliata: abgeleitet multiciliat, bicentriolär – Konvergenz zu den Schwärmern einiger Neocallimastigomycota

  - Archaeplastida
    - Viridiplantae
      - Chloroplastida
        - Prasinophyceae: einige Vertreter abgeleitet uniciliat, bicentriolär – Konvergenz zu den Geißelzellen der Opisthokonta (Prasinophyceae jedoch akrokont)
        - Charophyta
          - Characeae: Spermatozoiden biciliat, bicentriolär, abgeleitet isokont – Konvergenz zu den Planozygoten der Chytridiomycota, Blastocladiomycota und Olpidium (Spermatozoide der Characeae jedoch mit Zuggeißeln)
          - PflanzenPlantae (Embryophyta)
            - Moose (Paraphylum): Spermatozoiden biciliat, bicentriolär, isokont – Konvergenz zu den Planozygoten der Chytridiomycota, Blastocladiomycota und Olpidium (Spermatozoide der Moose jedoch mit Zuggeißeln)
            - Tracheophyta
              - Lycopodiophytina: Spermatozoiden biciliat, bicentriolär, isokont – Konvergenz zu den Planozygoten der Chytridiomycota, Blastocladiomycota und Olpidium (Spermatozoide der Lycopodiophytina jedoch mit Zuggeißeln)
              - Euphyllophyta
                - Monilophyta: Spermatozoiden abgeleitet multiciliat, bicentriolär, isokont – Konvergenz zu den Schwärmern einiger Neocallimastigomycota
                - Spermatophyta
                  - Cycadophyta: Spermatozoiden abgeleitet multiciliat, bicentriolär, isokont – Konvergenz zu den Schwärmern einiger Neocallimastigomycota
                  - Ginkgophyta: Spermatozoiden abgeleitet multiciliat, bicentriolär, isokont – Konvergenz zu den Schwärmern einiger Neocallimastigomycota
                  - alle anderen Spermatophyta: abgeleitet akont – Konvergenz zu akonten Fungi

## Stammesgeschichte der Unikonta im Präkambrium
Der letzte gemeinsame Vorfahre aller Eukaryota sollte fünf separate Gene für die Enzyme Carbamoylphosphatsynthase II, Dihydroorotase, Aspartatcarbamoyltransferase, Dihydrofolatreduktase und Thymidylatsynthase besessen haben. Bei einer Eukaryota-Gruppe fusionierten die Gene für die ersten drei Enzyme, während die Gene für die letzten beiden Enzyme getrennt blieben. Diese Gruppe mit der triple fusion waren die ersten Unikonta. Von ihnen stammten alle heutigen Unikonta ab.
Die Gene für Dihydrofolatreduktase und Thymidylatsynthase liegen bei den Unikonta unfusioniert vor. Bei allen anderen Eukaryota, also bei den Bikonta, sind sie jedoch in einer double fusion vereinigt. Darum sollten die Unikonta die erste Gruppe gewesen sein, die sich von den übrigen Eukaryota abspaltete. Dieses Geschehen erfolgte tief im Präkambrium.
Die ältesten Hinweise auf eukaryotisches Leben sind Biomarker (Cholestan) aus Schiefergesteinen des Pilbara Kratons (West-Australien). Die Schiefer stammt aus dem Neoarchaikum (oberes Archaikum) und ist ungefähr 2770 Millionen Jahre alt. Andererseits stammen die frühesten Unikonta-Fossilien von einer Gattung namens Tappania und sind 1430 Millionen Jahre jünger. Sehr wahrscheinlich fand aber das Erstauftreten der Unikonta weit früher statt, obwohl in älteren Gesteinen eindeutige Fossilien fehlen.
Um den Zeitpunkt des Erstauftretens der Unikonta näher abschätzen zu können, helfen Fossilien aus der Bikonta-Gruppe. Es sind einige Fossilien bekannt, die viel älter als Tappania sind und eventuell als Bikonta gelten können. Es ist nun jedoch auch bekannt, dass sich die Unikonta als erste von den übrigen Eukaryota – also von den späteren Bikonta – getrennt haben sollten. Der Zeitpunkt dieser Trennung muss demnach noch vor dem Auftreten der ersten Bikonta-Fossilien angesetzt werden.
Wenn ein Bikonta-Fossil gefunden wird, muss demzufolge angenommen werden, dass gleichzeitig bereits Unikonta vorhanden waren. Diese frühen Unikonta hinterließen jedoch keine Fossilien oder zumindest keine Fossilien, die ihnen eindeutig zugeordnet werden können: Vielleicht befinden sich zwischen den sehr heterogenen, frühen Acritarcha auch einige Unikonta.
Die ältesten bekannten Bikonta könnten Fossilien der Gattung Grypania aus der Negaunee Eisen-Formation (Michigan) sein. Die Formation stammt aus dem Rhyacium (älteres mittleres Paläoproterozoikum) und ist ungefähr 2100 Millionen Jahre alt. Bei Grypania handelte es sich vielleicht um eine eukaryotische Alge und damit um Bikonta (genauer Archaeplastida). Diese Zuordnung erfolgte vor allem anhand der Größe dieser spiralförmigen Fossilien, die knapp über einen Zentimeter lang sind. Andererseits könnte es sich bei Grypania. ebenso um kettenförmige Kolonien (ähnlich wie bei heutigen Anabaena) aus besonders großen Bakterien gehandelt haben. Die größten Zellen heutiger Bakterien erreichen immerhin Durchmesser von bis zu 0,75 mm (Thiomargarita namibiensis).
Die ältesten Acritarcha, die mit einiger Sicherheit als Eukaryota identifiziert werden können, kommen aus der Chuanlinggou Formation (Nordchina). Die Formation stammt aus dem Statherium (oberes Paläoproterozoikum) und ist ungefähr 1730 Millionen Jahre alt. Bei den betreffenden Acritarcha handelt es sich um eiförmige Mikrofossilien.
Die ältesten Spurenfossilien, die vermutlich auf Bikonta zurückgehen, befinden sich im Chorhat-Sandstein (Indien). Der Sandstein stammt aus dem Statherium (oberes Paläoproterozoikum) und besitzt ein Alter von 1632 bis 1628 Millionen Jahren. Die Spurenfossilien sehen aus, als ob wurmähnliche Wesen über den Sand gekrochen wären. Wahrscheinlicher ist jedoch, dass sie von großen Einzellern gezogen wurden. So wurde vor den Bahamas in 750 m bis 780 m Meerestiefe beobachtet, dass die Riesenamöbe Gromia ganz ähnliche Spuren auf dem Meeresgrund hinterlässt. Gromia. wird zu den Bikonta (genauer Rhizaria) gezählt. Falls die Spurenfossilien von Chorhat tatsächlich von Lebewesen stammen sollten, das der heutigen Gromia-Riesenamöbe nahestanden, wären Bikonta (und damit eben auch Unikonta) bereits vor 1632 Millionen Jahren vorhanden gewesen.
Die frühesten Fossilien, die mit einiger Sicherheit auf Unikonta zurückgehen, stammen von einer benthisch lebenden Gattung namens Tappania. In den Fossilien werden Hyphen gesehen, deshalb handelte es sich bei Tappania wahrscheinlich um einen Pilz. Die Pilzgeflechte wurden sowohl in der Wynniatt Formation (Victoria Island, Nordwest-Kanada) als auch in der Roper Group (Australien) gefunden. Die Funde stammen aus dem oberen Calymmium (unteres Mesoproterozoikum) und sind ungefähr 1430 Millionen Jahre alt. Die Zellwände eines Pilzgeflechts bestehen aus Chitin. Deshalb kann es verhältnismäßig leicht fossilisieren. Aus diesem Grund könnten die Pilze als erste Unikonta im Fossilbefund auftreten. Der Unikont Tappania ist etwa 230 Millionen Jahre älter als der erste wirklich unstrittig identifizierbare Bikont namens Bangiomorpha pubescens. Diese Rotalge wurde in der Hunting Formation (Somerset Island, Kanada) gefunden. Die Formation stammt aus dem ältesten Stenium (oberes Mesoproterozoikum) und ist etwa 1200 Millionen Jahre alt.
Die zweite Gruppe der Unikonta sind die Amoebozoa. Die bisher ältesten Amoebozoa-Fossilien sind sogenannte Vase-shaped microfossils (VSM). Diese Mikrofossilien erinnern sehr an Testate Amöben (Schalenamöben). VSM wurden aus dem Grand Canyon geborgen und stammen mit einem Alter zwischen 736 und 748 Millionen Jahren aus dem Cryogenium (mittleres Neoproterozoikum).
Die dritte wichtige Gruppe der Unikonta sind die Tiere. Der älteste Nachweis für das Vorhandensein von Metazoa besteht aus dem Steroid 24-Isopropylcholestan. Dieser Biomarker wird heutzutage von einer Gruppe von Schwämmen (Demospongiae) hergestellt. Das Steroid wurde in Süd-Oman in Sedimenten entdeckt, die aus dem Cryogenium (mittleres Neoproterozoikum) stammen und mindestens 635 Millionen Jahre alt sind. Aber auch Rhizarien sind in der Lage, Vorgängermoleküle zu 24-Isopropylcholestan zu biosynthetisieren. Das bedeutet, dass dieses Molekül kein eindeutiger Indikator für Tiere ist.
Nach einer sehr umfangreichen, aktuellen phylogenomischen Studie teilen sich die Animalia (Tiere) in Choanoflagellata und Metazoa. Die Metazoa teilen sich in Porifera (Schwämme) und Placozoa+Eumetazoa. Die Eumetazoa teilen sich in Coelenterata (Ctenophora und Cnidaria) und Bilateria (Protostomia und Deuterostomia).
Weil die Biomarker von Demospongiae (Porifera) stammen, hätten sich zu diesem Zeitpunkt die tierischen Unikonta bereits mindestens zweimal aufgespalten haben müssen. Einmal in Choanoflagellata und Metazoa und letztere dann noch einmal in Porifera und Placozoa+Eumetazoa.
Bestimmte Mikrofossilien aus den Phosphoriten der Doushantuo Formation (Südwest-China) wurden lange als die nächstjüngeren Belege für tierisches Leben angesehen. Die Formation stammt aus dem mittleren Ediacarium (oberes Neoproterozoikum) und ist um die 590 Millionen Jahre alt. Die Mikrofossilien wurden als Eier und frühe embryonale Stadien verschiedener Tiere interpretiert. Allerdings gibt es starke Argumente dafür, in ihnen eher die Überbleibsel großer Schwefelbakterien zu sehen.
In den Phosphoriten der Doushantuo Formation finden sich jedoch noch andere Fossilien, deren Interpretation unstrittiger ist. Es handelt sich um Fossilien früher Porifera (genauer Demospongiae) und Weichteil-Fossilien früher Coelenterata (genauer Cnidaria/Anthozoa/Hexacorallia/Tabulata). Nach der derzeitigen Fundlage könnte gesagt werden, dass von allen heute lebenden Gewebetieren die rezenten Anthozoa den ersten Eumetaza am ehesten ähneln sollten.
Die ersten fossilen Belege für Bilateria sind etwas jünger, stammen aus dem oberen Ediacarium und sind zwischen 542 und 560 Millionen Jahre alt. Diese Fossilien wirken allesamt abgeflacht wurmartig und sind bloß einige Zentimeter lang. Zu den prominentesten Vertretern zählen Spriggina (eventuell Protostomia), Kimberella (eventuell Protostomia), Ernettia (eventuell Deuterostomia) sowie ein immer noch unbenanntes Fossil aus der Flinderskette (Südaustralien), das sehr an Chordata erinnert und im South Australian Museum in Adelaide ausgestellt wird.

## Zusammenfassung der Stammesgeschichte der Unikonta im Präkambrium
- Neoarchaikum: Biomarker Cholestan (steroid)- Beleg für erste Eukaryota.
- unteres bis mittleres Paläoproterozoikum: Eukaryota spalten sich in Unikonta und Bikonta.
- oberes Paläoproterozoikum: Unikonta spalten sich in Amoebozoa und Opisthokonta. Opisthokonta spalten sich weiter auf, dabei entstehen vor allem Animalia und Fungi.
- unteres Mesoproterozoikum: Tappania
- oberes Mesoproterozoikum bis unteres Neoproterozoikum: Animalia spalten sich in Choanoflagellata und Metazoa.
- älteres mittleres Neoproterozoikum: VSM. Metazoa spalten sich in Porifera und Placozoa+Eumetazoa.
- jüngeres mittleres Neoproterozoikum: Biomarker 24-Isopropylcholestan – Beleg für Demospongiae (Porifera). Placozoa+Eumetazoa spalten sich in Placozoa und Eumetazoa. Die ersten Eumetazoa könnten heutigen Anthozoa geähnelt haben.
- mittleres oberes Neoproterozoikum: Weichteil-Fossilien von Demospongiae und Tabulata.
- jüngeres oberes Neoproterozoikum: Erste Bilateria, eventuell bereits getrennt in die Gruppen Protostomia und Deuterostomia.